# Mare de Déu del Roser
|  | Per a altres significats, vegeu «Mare de Déu del Roser (desambiguació)». |

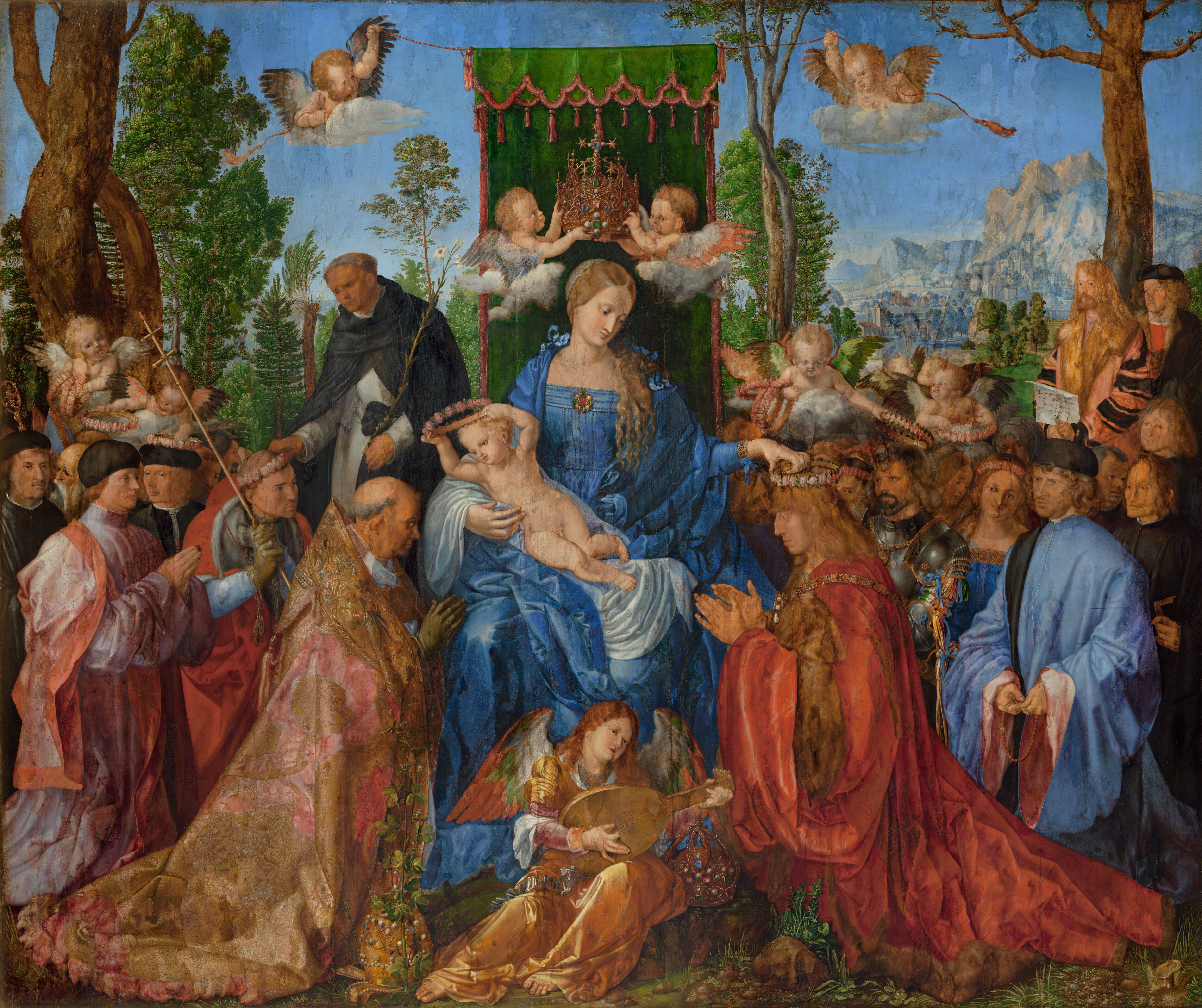
La festa del Roser (Dürer)

La Mare de Déu del Roser és una de les diverses advocacions de la Mare de Déu. El seu nom prové del mot 'roser', que tant fa referència a la planta (roser) com al rosari en català medieval. L'aparició del mot 'rosari' per diferenciar conceptes és deu a influència castellana. El mot 'rosari' (del llatí 'rosariŭm', ‘roser') té la mateixa etimologia que el mot 'roser' (del llatí 'rosarĭu'), és a dir, la rosa. Cal dir també que els rosaris primitius s'elaboraven en cercles amb roses, com a oferiment a la Mare de Déu. D'altra banda, a Pompeia (Nàpols) hi ha un santuari de la Mare de Déu del Roser que assolí tanta importància que donà lloc a l'advocació de la Mare de Déu del Roser de Pompeia o simplement la Mare de Déu de Pompeia.
Aquesta advocació dona nom a totes aquelles persones que es diuen Maria del Roser o Roser. L'onomàstica se celebra el dia de la festa d'aquesta advocació de la Mare de Déu: el 8 de maig o el 7 d'octubre.

## Difusió en l'àmbit català

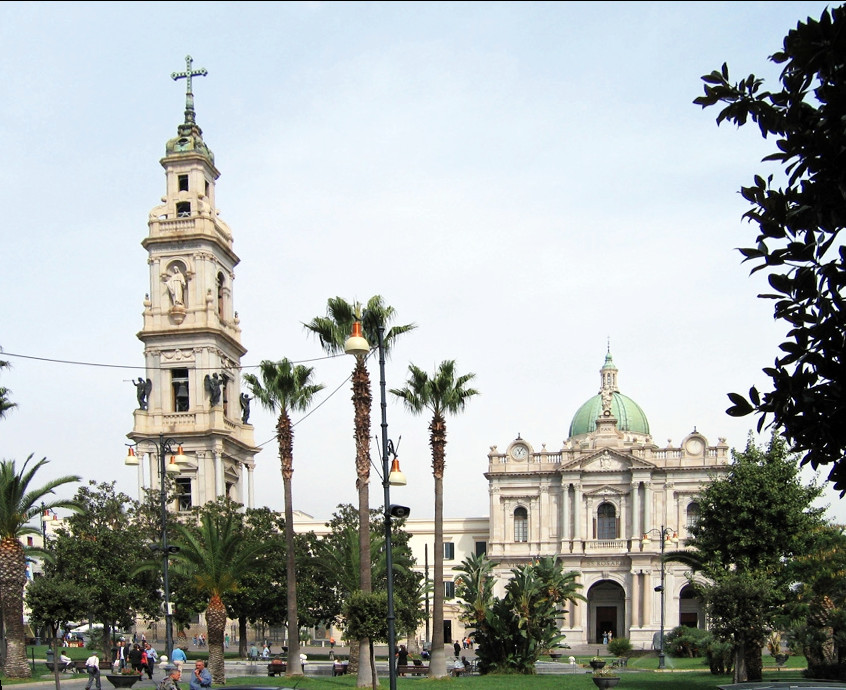
Santuari de la Mare de Déu del Roser de Pompeia

El culte i devoció al Roser o a la Mare de Déu del Roser fins a la fi del s. XVI és limitat als convents dominics i a llur àmbit d'acció. Al llarg dels s. XIV i XV hi ha indicis d'aquesta devoció en les mencions de saltiris (nom popular del rosari) i paternòsters (rosaris i collarets, però amb finalitat de comptar les avemaries i els parenostres). L'avançada devocional del Roser i de l'erecció de les confraries i l'existència d'un ofici dedicat a fer rosaris tingué lloc a partir del 1571, quan, amb ocasió de guanyar-se la batalla de Lepant (1571) la festa del 7 d'octubre, hom cregué que fou per la intervenció de la Mare de Déu. Això ho declarà el papa Pius V i ho amplià el seu successor Gregori XIII, que feu del dia 7 d'octubre el dia de la Mare de Déu del Roser de tot el món o festa universal del Roser. Entre el 1570 i el 1620 hi hagué arreu del món i en especial als Països Catalans una extraordinària florida d'erecció de confraries del Roser, regides pel rector de la parròquia i dos priors i dues prioresses (dits en altres indrets majorals, pabordes, cònsols, cambrers o simplement administradors). Modernament eren dos casats i dos solters que solien ésser canviats cada any per la Candelera, pel Roser de Maig, per la Pasqua Granada o altres dies assenyalats, segons les localitats. El rellevament anava acompanyat de festes paralitúrgiques i folklòriques, com el ball del ciri o ball de les majorales, que ballaven els pabordes o priors sortints i els entrants. La confraria cobrava una mòdica quantitat dels confrares, que s'inscrivien en el llibre del Roser, i amb ells organitzava les noves festes (Roser de Maig, Roser d'Octubre o de tot lo món, ciris per al monument i retaule del Roser, rosari de l'aurora, octavari de predicacions per l'octubre) i celebrava un aniversari a la mort dels confrares. Es feien també captiris especials per les principals festes, amb una bacina ornada d'una Mare de Déu del Roser, i actes populars, com les caramelles a càrrec de la confraria, seguits de rifes d'ous i de llonganisses. Eren també típics els captiris per la confraria fets amb motiu de bateigs i noces. Els confrares es beneficiaven d'indulgències especials concedides pels papes en moltes ocasions (1586, 1593, 1657, 1726, 1770, 1808) i tenien com a típica la celebració cada primer diumenge d'un rosari, amb un cant dels goigs i processó reduïda pel temple o pels voltants d'ell.

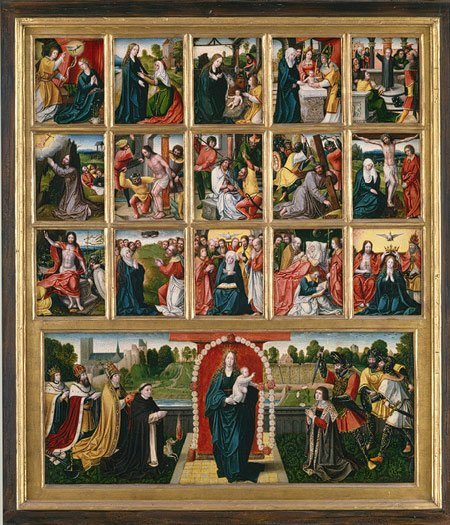
Els quinze misteris del Roser i la Mare de Déu del Roser

Les grans processó religiosa eren per les festes del Roser i rosari de l'aurora. Les creacions de les confraries feren aparèixer en totes les esglésies un altar i una capella del Roser, quasi sempre afegit a les velles esglésies romàniques, com a annex, cobert de nerviacions gòtiques amb una clau de volta amb la Mare de Déu i l'infant envoltats d'un rosari o cercle de roses. La rosa fou sempre la flor típica dels confrares i eren beneïdes i repartides entre ells pel Roser de Maig, dit també festa de la Rosa. La vida de les confraries arribà fins al principi del segle xx, tingué una nova revifalla amb les aparicions de Lorda i les campanyes de predicació del s. XIX. Al Principat foren especials apòstols del rosari Francesc Coll i Guitart, Antoni Maria Claret i la majoritat de predicadors populars. Lleó XIII fou un especial propagador del rosari, i després d'ell ho han estat tots els seus successors. Malgrat tot han desaparegut gairebé completament les confraries del Roser i el seu ric folklore i és una devoció que ha disminuït palesament davant l'empenta renovadora litúrgica moderna.

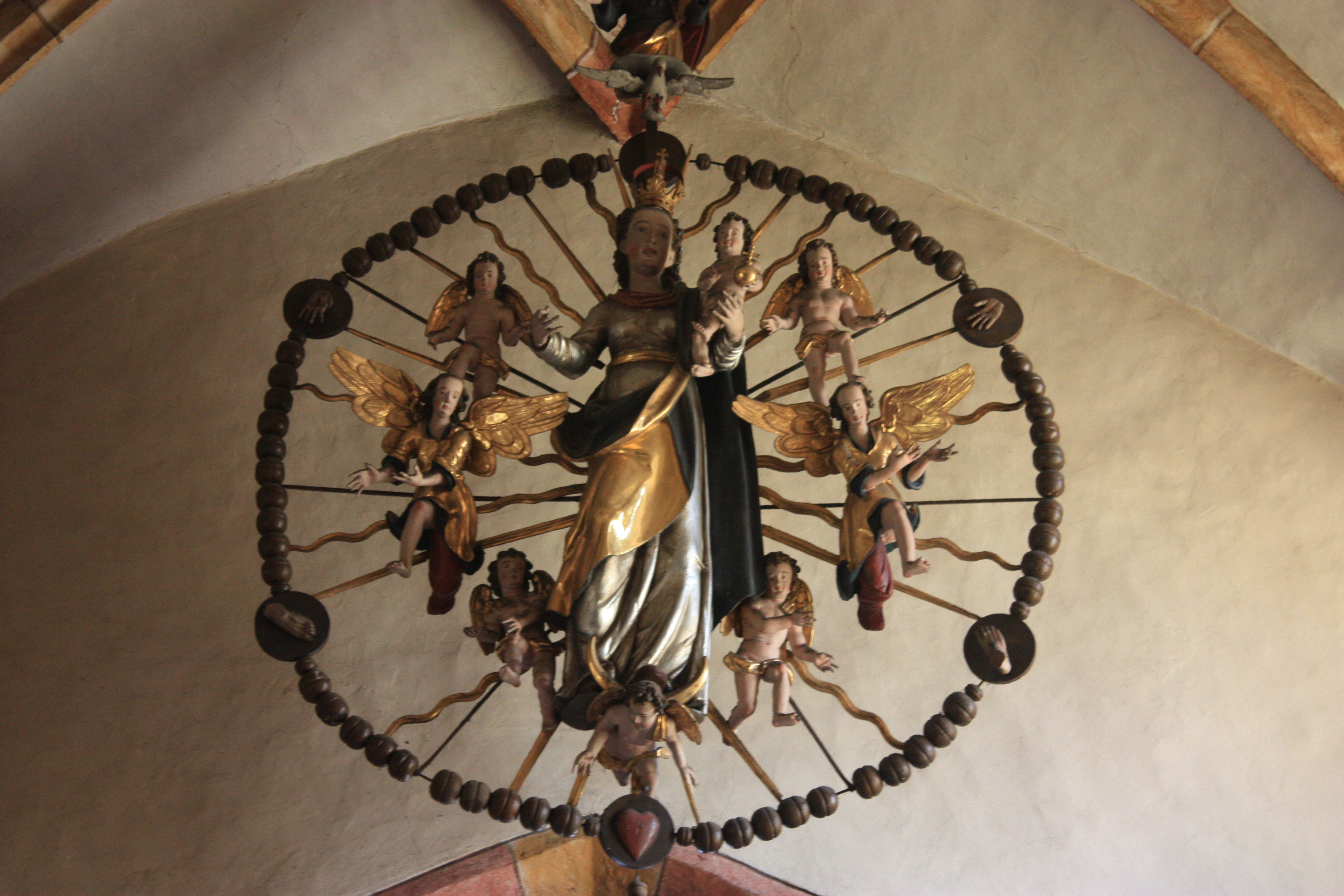
Mare de Déu del Roser, Thörl-Maglern, Arnoldstein, Àustria

## Festes del Roser
Una de les festes primerenques del mes de maig és la Festa del Roser, una celebració que s'emmarca dins el cicle de la rosa a Catalunya.
En moltes cultures, la rosa és el símbol primaveral per excel·lència. Vinculada des de molt antic als conceptes d'amor i de bellesa - i especialment la femenina- no ha d'estranyar, doncs, que el cristianisme associés la rosa amb el personatge femení que encarna aquestes màximes virtuts, la Mare de Déu. La devoció a la Mare de Déu del Roser ve de molt antic i ha estat una de les més esteses a tot el país, on es poden trobar moltes capelles i altars dedicats a la seva figura. De fet és una devoció anterior al cristianisme, en les creences més antigues, tant aquí com en altres cultures, la rosa i el roser ja era un dels principals símbols de l'arribada del bon temps, de la primavera i dels conceptes d'amor i de bellesa, especialment la femenina. I aquests símbols ja es trobaven vinculats a les divinitats que veneraven o invocaven i a les quals també els ofrenaven roses. Posteriorment, el cristianisme, que va recollir i recrear moltes de les antigues creences que va trobar a cada indret, també ho va fer en aquest cas, va associar la festa de la rosa i el roser amb el personatge femení que més encarna aquestes virtuts pels cristians, la Mare de Déu.
Antigament la Festa del roser se celebrava sobretot el primer i segon diumenge de maig i també per Pentecosta, el Roser de Maig. En molts llocs hi havia Confraries del Roser, comandades per dones, encarregades d'organitzar les celebracions, caracteritzades pel cant dels goigs. Els goigs del Roser són uns dels més antics i d'abast més general i conegut:
| « | Vostres goigs amb gran plaer cantarem Verge Maria Puix la Vostra Senyoria és la Verge del Roser. Déu plantà dins vós, Senyora, lo Roser molt excel·lent, quan vos feu mereixedora de concebre'l purament, donant fe al Missatger que del cel vos transmetia, Déu lo Pare que volia fóssiu Mare del Roser. Del Sant ventre produïda la planta del Roser verd, fou de àngels circuïda i servida amb gran concert, i restà pur i sencer vostre Cos amb alegria, quan parís en la establia lo Celestial Roser. | » |

Tradicionalment, s'invocava «Verge Santa del Roser, feu que en aquesta casa no hi hagi ni poc ni massa, però si el just per viure bé».
Posteriorment, el papa Gregori XIII, amb la finalitat de commemorar i donar gràcies per la batalla de Lepant, el dia 7 d'octubre del 1571, la victòria de la qual fou atribuïda a l'ajut de la Mare de Déu del Roser, va traslladar la festa del Roser al dia set d'octubre, que és quan se celebra actualment. En alguns llocs no va agradar aquest canvi de celebració, “festa traslladada, festa esguerrada”, i optaren per celebrar una Festa del Roser o altra, però molt sovint s'optà per celebra-les totes dues, al maig el Roser de maig i a l'octubre el Roser de tot el Món.
La imatge que representa la Mare de Déu del Roser porta normalment un rosari a les mans i també sol anar guarnida de roses.